# Haßlach (Fluss)
Die Haßlach ist ein Fluss im oberfränkischen Landkreis Kronach. Sie entspringt bei Haßlach, einem Gemeindeteil von Teuschnitz, und mündet nach zirka 35 Kilometern in Kronach von rechts in die Rodach.

## Name
Der Name Haßlach rührt vom Haselstaudenbewuchs her.

## Geographie

### Verlauf
Die Haßlach entspringt etwa anderthalb Kilometer nordöstlich von Haßlach und fließt zunächst in südwestlicher bis südsüdwestlicher Richtung durch die Orte Haßlach, Förtschendorf, Rothenkirchen, Pressig und Neukenroth. Von dort aus läuft sie in südsüdöstlicher Richtung weiter durch Stockheim, Haßlach bei Kronach, Gundelsdorf und Knellendorf nach Kronach, wo sie im Süden des Stadtgebiets von rechts in die Rodach mündet.
Etwa zwei Kilometer südöstlich von Steinbach am Wald tritt die Bahnstrecke Kronach–Probstzella (Frankenwaldbahn) aus dem Dammbachtal ins Haßlachtal und begleitet den Fluss bis zu dessen Mündung in Kronach. Etwa einen Kilometer nördlich von Förtschendorf stößt auch die Bundesstraße 85 aus dem Steinbachtal hinzu, die bis Kronach weitgehend parallel zur Bahnstrecke durch das Tal der Haßlach verläuft. Beide Trassen überqueren den Fluss dabei mehrfach, auch noch nach der Weitung des bis Rothenkirchen anfangs sehr engen Tals.

### Zuflüsse
- Dammbach (rechts)
- Steinbach (rechts)
- Ölschnitz (Landleitenbach) (rechts) (12,45 km)
- Buchbach (rechts) (12,55 km)
- Tettau (rechts) (19,15 km)
- Lauterbach (links)
- Weißbach (rechts)
- Haargraben (rechts)
- Grössau (links)
- Grünerbach (links)
- Reitscher Bach (links)
- Glosberger Graben (links)
- Haiger Bach (rechts)
- Birkacher Graben (links)
- Geiersbächlein (rechts)
- Steinbach (rechts)
- Köstenbach (links)
- Eiersbach (rechts)
- Dobersgrundbach (rechts)
- Kronach (links) (25,57 km)

### Flusssysteme
Eigenes Flusssystem
- Liste der Fließgewässer im Flusssystem Haßlach

Flusssystem Rodach
- Liste der Fließgewässer im Flusssystem Rodach